# Benedikt Schak
Benedikt Schak (alemany: Benedikt Schack)  (Mirotice, 7 de febrer de 1758 - Múnic, 10 de desembre de 1826) fou un tenor i compositor, alemany.
Fou molt bon amic de Mozart en els últims anys de la seva vida, i gaudi d'una veu excel·lent de tenor, Mozart va escriure especialment per a ell La flauta màgica, en la que Schak interpretà el rol de Tamino sent el primer d'aquesta òpera.Va cantar amb molt d'èxit a Praga, Salzburg, Viena, Graz i Múnic, i el 1780 fou nomenat mestre de capella del príncep Cardath.
Després d'anys d'inquiet pelegrinatge, com a compositor, comerciant d'obres de música i cantant, el 1786 trobà a Salzburg a Leopold Mozart el qual en veure el bon cantant que era Schak l'adreçà al seu fill Amadeus i junt amb Schikaneder arribà a Viena on entrà en contacte amb Amadeus, que s'ocupà d'ell professionalment. El seu últim lloc de treball a partir de 1786, fou a Múnic ciutat en què morí.
Coma compositor d'<operetes> començà el 1786 amb Luftballon, llibret de Schikaneder a Kempten (Baviera), i amb la música religiosa començà el 1789 a repartir-se l'èxit amb el seu col·lega teatral Franz Xaver Gerl amb Die verdeckten Sachen (Viena, 1789). Aquest obra pertany per cert la popular cançó <Ein Weibchen ist das herlischte Ding>. Sobre aquesta cançó va escriure Mozart el 1791 les vuit variacions en fa major sobre «Ein Weib ist das herrlichste Ding», K 613. No ha estat aclarit fins quin punt participà Mozart en el duo <Nun, liebes Weibchen> KV 592a/625 amb lletra de Schikaneder. La forma corrent d'escriure Schack no és correcte.
De les seves òperes la que aconseguí major èxit fou Die beiden Oentone, també va compondre una missa i diverses composicions vocals. També va esser amic de Haydn.